# Habib Bank Plaza
El Habib Bank Plaza (en urdu: حبیب بینک پلازا), también conocido como HBL Plaza, es un rascacielos en Karachi, Pakistán. Alberga las oficinas centrales del banco paquistaní Habib Bank Limited . Fue el edificio más alto de Asia, un título que no ha tenido ningún otro edificio en el sur de Asia. También fue el edificio más alto del sur de Asia hasta 1972, cuando fue superado por Express Towers, en India. Siguió siendo el edificio más alto de Pakistán durante cuatro décadas hasta que se construyó la Torre MCB, de 29 pisos y 116 m de altura, también en Karachi.
El edificio fue inaugurado con motivo del 25 aniversario del banco,  e inició sus operaciones el 4 de septiembre de 1971.  En 2021, albergaba a más de 1.770 empleados. El Comité Ruet-e-Hilal, organismo oficial de observación de la luna en Pakistán, ha utilizado de manera regular el edificio para convocar reuniones para la observación de la luna.